# 迦太基 (南达科他州)
迦太基（英語：Carthage），是美国南达科他州邁納縣的一座城市。根据2010年美国人口普查，该市有人口141人。论人口在本州排行第202。